# Vlag van Egmond-Binnen

Vlag van de gemeente Egmond-Binnen
(1974-1978)

De vlag van Egmond-Binnen is in 1974 per raadsbesluit vastgesteld als de gemeentelijke vlag van de Noord-Hollandse gemeente Egmond-Binnen. De vlag kan als volgt worden beschreven:
Dertien evenhoge banen van geel en rood, met langs de broekzijde een groene baan, waarvan de lengte gelijk is aan de hoogte van 3 banen, terwijl de afstand tot de broek gelijk is aan de lengte van de baan.
De vlag is afgeleid van de vlag die door het geslacht Egmond werd gevoerd, terwijl de groene baan het begrip binnen symboliseert.
Het gemeentelijk dundoek bleef tot 1 juli 1978 in gebruik, op die dag is de gemeente opgegaan in de gemeente Egmond. Deze gemeente is op zijn beurt weer opgegaan in gemeente Bergen in 2001. 

## Verwante afbeelding

Wapen van Egmond-Binnen

Akersloot
· Andijk
· Anna Paulowna 
· Assendelft 
· Beemster 
· Bennebroek 
· Blokker 
· Broek in Waterland 
· Bussum 
· Callantsoog 
· Edam 
· Egmond 
· Egmond aan Zee 
· Egmond-Binnen 
· Graft-De Rijp 
· 's-Graveland 
· Haarlemmerliede en Spaarnwoude 
· Harenkarspel 
· Heerhugowaard 
· Hensbroek 
· Hoogwoud 
· Ilpendam 
· Jisp 
· Krommenie 
· Langedijk 
· Limmen 
· Marken 
· Midwoud 
· Monnickendam 
· Muiden 
· Naarden 
· Nederhorst den Berg 
· Nibbixwoud 
· Niedorp 
· Noorder-Koggenland 
· Obdam 
· Opperdoes 
· Schermer 
· Schermerhorn 
· Schoorl 
· Sint Maarten 
· Terschelling 
· Terschelling en Vlieland 
· Twisk 
· Venhuizen 
· Vlieland 
· Warmenhuizen
· Weesp
· Wervershoof 
· Wester-Koggenland 
· Westwoud 
· Westzaan 
· Wieringen 
· Wieringermeer 
· Wijdewormer 
· Wognum 
· Wormer 
· Wormerveer 
· Zaandam 
· Zaandijk 
· Zeevang 
· Zijpe